# Polana (gmina Hoče-Slivnica)
Polana – wieś w Słowenii, w gminie Hoče-Slivnica. W 2018 roku liczyła 221 mieszkańców.